# كليمون سيبوني
كليمون سيبوني (بالفرنسية: Clément Sibony)‏
```
هو 
ممثل
 
فرنسي
، ولد في 30 نوفمبر 1976 
بباريس
 في 
فرنسا
.
[
1
]
```

## أعمال

### أفلام
- (2006) أبريل في الحب
- (2010) السائح[2][3]
- (2014) رحلة المائة قدم[4][5]
- (2015) السير[6][7]
- (2016) العثور على التاميرا

## وصلات خارجية
- كليمون سيبوني على موقع IMDb (الإنجليزية)
- كليمون سيبوني على موقع ألو سيني (الفرنسية)
- كليمون سيبوني على موقع أول موفي (الإنجليزية)
- كليمون سيبوني على موقع قاعدة بيانات الأفلام السويدية (السويدية)
- كليمون سيبوني على موقع قاعدة بيانات الفيلم (الإنجليزية)
- كليمون سيبوني على موقع كينوبويسك (الروسية)